# Bonito (Mato Grosso del Sur)
 Bonito  es un municipio de Brasil en el estado de Mato Grosso do Sul. Se sitúa a una latitud 21° 07' 16“ sur y en una longitud 56° 28' 55“ oeste y a una altitud de 315 metros. Su población en 2018 se estimaba en 21 267 habitantes. 
Es famoso por el ecoturismo a nivel mundial, sus atracciones principales son los paisajes naturales magníficos, especialmente los acuáticos con ríos de aguas cristalinas, cascadas y abundantes peces.